# Lengyeltóti
Lengyeltóti là một thành phố thuộc hạt Somogy, Hungary. Thành phố này có diện tích 39,57 km², dân số năm 2010 là 3295 người, mật độ 83 người/km².